# Kersbach (Neunkirchen am Sand)
Kersbach ist ein Gemeindeteil der Gemeinde Neunkirchen am Sand im Landkreis Nürnberger Land (Mittelfranken, Bayern). Die Gemarkung Kersbach hat eine Fläche von 4,220 km². Sie ist in 1087 Flurstücke aufgeteilt, die eine durchschnittliche Flurstücksfläche von 3882,17 m² haben. In ihr liegt neben dem namensgebenden Ort der Gemeindeteil Weißenbach.

## Lage
Das Pfarrdorf liegt im Tal des Kersbaches, an der Südseite des Rothenbergs zwischen Speikern, Rollhofen, Siegersdorf, Rabenshof, Enzenreuth, Weißenbach und dem Glatzenstein. Durch Kersbach verläuft der Fränkische Marienweg.

## Ortsname
Der Name des Ortes lässt sich auf die Lage am Flusslauf zurückführen und bedeutet so viel wie Dorf an der Bachkehre. Anders als Kersbach bei Forchheim leitet sich der Name nicht von den Kirschen ("Kyrsebach") ab.

## Geschichte
Der Ort wurde im Testament Konrads II. Schenk von Reicheneck am 13. Oktober 1344 erstmals urkundlich erwähnt. Das Kersbachtal gehörte zum eichstättischen Klosterbesitz, der sich in einer Streulage rund um Hersbruck bis weit über den Hohenstein und den Rothenberg erstreckte.
Im Schatten der Rothenberg gelegen war das Schicksal des Dorfes lange Zeit eng mit dem der Festung verbunden. Kaiser Karl IV. schuf zur Landesverteidigung die Burghut auf dem Rothenberg und finanzierte diese Einrichtung mit den Leistungen von Bauern in Kersbach und Weißenbach. Die Wittelsbacher behielten damit ein „Standbein“ in den widerstrebenden Herrschaftsansprüchen der Stadt Nürnberg, der Ganerben auf dem Rothenberg und der Markgrafen. So wurden schließlich nach Wegfall der Burghut die Kersbacher Bauern von den Wittelsbachern wie kurbayerische Hofmarkshintersassen behandelt, denen die fürstliche Gunst sicher blieb, unabhängig vom wechselnden religiösen Bekenntnis der wittelsbachischen Pfalzgrafen. Die Reformation berührte Kersbach daher kaum.
Während des Dreißigjährigen Krieges wurde das Dorf 1635 völlig zerstört, abgebrannt und wieder aufgebaut.
1840 entstand die Pfarrei Kersbach und der Ort bekam eine Schule samt ansässigen Lehrer, die jedoch 1969 im Rahmen der Schulreform aufgelöst wurde. Die ehemals selbstständige Gemeinde Kersbach wurde schließlich im Rahmen der kommunalen Gebietsreform am 1. Januar 1972 zusammen mit ihrem Gemeindeteil Weißenbach nach Neunkirchen am Sand eingemeindet, die anderen Dörfer der ursprünglichen Pfarrei Kersbach kamen zum Markt Schnaittach.

## Pfarrei Kreuzauffindung und Heilig-Kreuz-Kirche
Ein Gotteshaus in Kersbach lässt sich erst im Jahr 1363 belegen, wobei vor dieser Zeit bereits eine Kapelle bestanden haben muss, die schon der heiligen Helena geweiht war. Die ursprüngliche Kirche des Dorfes wurde nach Brandschatzungen und Zerstörungen in den Jahren 1449 und 1635 von den Bewohnern wieder aufgebaut. Die (aktuelle) barocke Heilig-Kreuz-Kirche wurde zwischen 1740 und 1742 erbaut, der Hochaltar 1744 hinzugefügt.
Das große Altargemälde von 1742 stellt die Kreuzauffindung der Heiligen Helena dar. Flankiert wird der Altar von figürlichen Darstellungen der Heiligen Margareta und der Heiligen Katharina. Am nördlichen Eckpfeiler des Chorbogens findet sich das einstige Wallfahrts- und Gnadenbild der Muttergottes vom Rothenberg mit sternengeschmücktem Haupt. Die Kanzel im Rokoko-Stil zieren die Allegorien Glaube, Liebe, Hoffnung.
Erwähnenswert ist das 1750 kostbar gefasstes Kreuzreliquiar, das in wappenförmigem Schmuck oben vor dem Altarbogen zu sehen ist und jährlich zum Wettersegen verwendet wird. Die Reliquie geht aller Wahrscheinlichkeit nach auf das Kloster Bergen zurück.
Ebenso befinden sich im Kirchenschatz seit 1841 weitere Gegenstände und Sakralien der Pfarrei der Festung Rothenberg, wie etwa die Wundertätige Madonna, das Vortragskreuz, diverse Kelche, die große Monstranz und das Parament.
Das Patrozinium der Heilig-Kreuz-Kirche wurde bis zur Reform des liturgischen Kalenders am 3. Mai als sogenannte „Knödelkirchweih“ gefeiert. Tag der Kreuzerhöhung ist der 14. September und Tag der Kirchenweihe der Jacobitag, also der 25. Juli.

## Bücherei Kersbach
Seit 1989 gibt es im Pfarrsaal der katholischen Kirche eine Bücherei mit mehr als 7000 Medien, die kostenlos entliehen werden können. Träger ist die Kirchenstiftung Kersbach, deren übergeordneter Träger das Erzbistum Bamberg ist. Die Kersbacher Bücherei gehört dem Büchereiverband Sankt Michaelisbund München an.
Die Bücherei ist zweimal wöchentlich geöffnet und wird ehrenamtlich betrieben.
In den Räumlichkeiten der Bücherei finden darüber hinaus auch kulturelle Veranstaltungen wie Lesungen oder Vorträge statt.

## Vereine
- Verschönerungsverein Kersbach (gegr. 1893)
- Freiwillige Feuerwehr Kersbach-Weißenbach
- Krieger- und Soldatenverein Kersbach-Siegersdorf
- Bayerischer Bauernverband / Ortsverband Kersbach
- SV Kersbachtal
- Heimat- und Geschichtsverein Neunkirchen am Sand